# John Lee Hooker
Pour les articles homonymes, voir Hooker.
John Lee Hooker, né le 22 août 1917 à Clarksdale (Mississippi, États-Unis), et mort le 21 juin 2001 à Los Altos (Californie, États-Unis), est un guitariste et chanteur de blues américain. Son style, unique et authentique à la fois, en a fait l'un des artistes les plus importants de cette musique, et son influence sur le blues rock et le rock durant tout le XXe siècle est considérable.
Parmi ses titres les plus connus : Boogie Chillen (1948), I'm in the Mood (1951) et Boom Boom (1962), les deux premiers s’étant classés no 1 dans les charts (diagrammes des ventes) R&B du Billboard magazine. En France, Shake It Baby a remporté un certain succès en 1963 et a longtemps fait danser dans les boums ou surboums des années 1960.
John Lee Hooker entre au Rock and Roll Hall of Fame en 1991.

## Biographie

### Une jeunesse difficile

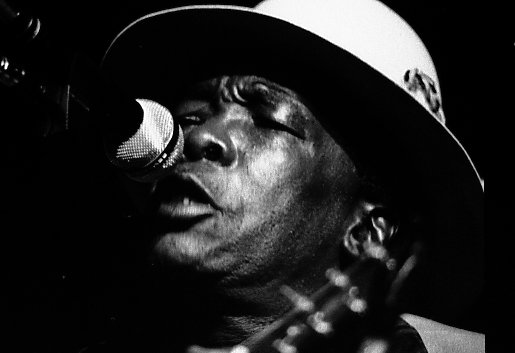
John Lee Hooker au Massey Hall de Toronto, le 20 août 1978.

Probablement né entre le 17 et le 22 août 1917 près de Clarksdale dans l'État du Mississippi, John Lee Hooker est le dernier d'une famille pauvre de onze enfants. Durant sa prime enfance, il n'est exposé à la musique que sous la forme de chants religieux tels que le gospel, seule forme musicale que son père, pasteur, autorise à sa famille. Il ne se familiarise avec le blues qu'après la séparation de ses parents en 1921 et le remariage de sa mère avec Willie Moore, ouvrier agricole et bluesman à ses heures, qui lui apprend des rudiments de guitare. Toute sa vie, John Lee Hooker rend hommage à son beau-père, qu'il considère à l'origine de son style très personnel. En 1923, son père meurt. À l'âge de 15 ans, John Lee fuit son foyer. Il ne revoit jamais ni sa mère ni son beau-père.
Après diverses péripéties sur lesquelles les sources diffèrent, il s'installe en 1943 à Détroit, alors capitale de l'industrie automobile, dans l'intention d'y exercer un travail d'ouvrier. Dans le même temps, il tente de trouver des engagements de musicien dans les bars et les bordels de Hasting Street, le quartier des plaisirs de la ville. Il y connaît des débuts difficiles dus au manque de puissance sonore de son instrument : il faut parvenir à couvrir le bruit des consommateurs, voire des orchestres concurrents. Il adopte donc très tôt les premières guitares électriques, qui permettent de jouer plus fort, et développe un style agressif et hypnotique, en exploitant au mieux les nouvelles possibilités des amplificateur à lampes : la distorsion naturelle des lampes saturées et le trémolo (un des premier effet électronique). Les meilleurs exemples sont les albums Jack O' Diamonds (1949) et Don't turn me from your door (1953) . En 1948, il enregistre son premier disque, Boogie Chillen, dans un style rudimentaire, très proche de la parole, qui devient sa marque de fabrique. En février 1949, le titre se classe no 1 dans les charts R&B du Billboard magazine.

### La «première carrière» de John Lee Hooker

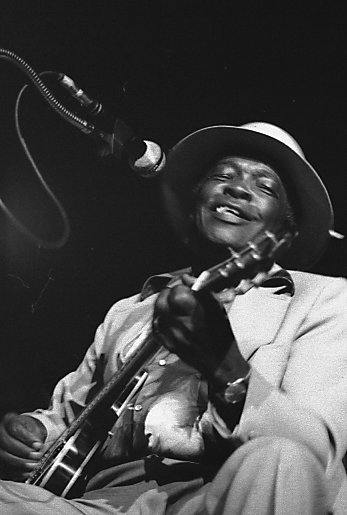
John Lee Hooker au Massey Hall de Toronto, le 20 août 1978.

Les musiciens noirs étant très mal payés à cette époque, Hooker, malgré le succès de ses disques, est contraint de courir les studios et les contrats, enregistrant parfois plusieurs fois le même morceau, avec des variations minimes, sous des pseudonymes tels que « John Lee Booker », « Johnny Hooker » ou « John Cooker ». Sa musique, très libre sur le plan rythmique, supportant mal l'accompagnement, il est le plus souvent enregistré seul, marquant le rythme à l'aide d'une planchette de contreplaqué fixée sous sa chaussure. En novembre 1951, I'm in the Mood se classe no 1 des charts R&B du Billboard, pendant quatre semaines de suite.
À la fin des années 1950, les temps sont durs pour les musiciens de blues américains comme John Lee Hooker : une partie du public noir se désintéresse de leur musique au profit du rhythm and blues, plus entraînant et dansant. Quant au public blanc, le marché très compartimenté de la musique aux États-Unis à cette époque là, allié à la ségrégation, empêche son accès au blues. Durant cette période, de nombreux bluesmen, ne parvenant plus à survivre de leur art, sont contraints de redevenir ouvriers ou métayers. John Lee Hooker parvient tant bien que mal à se maintenir à flot, mais sa carrière stagne.
Fin 1961, il enregistre Boom Boom, qui rencontre le succès dès sa parution l'année suivante, se classant 16e du Hot R&B et 60e du Billboard Hot 100.

### Second souffle
Au début des années 1960, le British blues boom vient changer tout cela : des musiciens anglais comme Alexis Korner, les Rolling Stones, Eric Clapton ou John Mayall redécouvrent le blues, le pratiquent, ont du succès aux États-Unis, et sortent de l'oubli quantité de musiciens de blues légendaires, dont Hooker. En partie grâce à la première tournée de l'American Folk Blues Festival, en automne 1962, le public européen, avide d'authenticité, lui fait un triomphe dont lui-même, habitué à être ignoré par le public blanc des États-Unis, est stupéfait. John Lee Hooker acquiert la célébrité dans le monde entier, aux côtés d'autres grands musiciens fraîchement redécouverts comme Muddy Waters ou Howlin' Wolf. Dans les années 1970, comme eux, cette nouvelle renommée le fait, entre autres, enregistrer avec certains groupes de blues électrique blancs tels que Canned Heat et il commence une carrière internationale fructueuse qui dure jusqu'à sa mort en 2001.
En 1980, il joue son tube Boom Boom dans le film The Blues Brothers. Pour respecter son style d'improvisation, sa prestation est filmée et enregistrée en live, au contraire de bien des films musicaux qui utilisent le playback. Il se joint en 1989 à d'autres musiciens prestigieux tels que Carlos Santana et Keith Richards pour enregistrer l'album The Healer, qui lui vaut un Grammy Award du meilleur album de blues traditionnel. Il chante également plusieurs morceaux aux côtés de Van Morrison, dont Never Get Out of These Blues Alive, The Healing Game et I Cover the Waterfront, et se produit avec lui sur scène. En 1996, c'est l'album  Chill Out, où il est accompagné de Van Morrison, Santana, Charles Brown, et Booker T. Jones, qui remporte un Grammy.
À la fin de sa vie, Hooker s'installe à San Francisco, où il ouvre un club de blues nommé d'après son plus grand succès, Boom Boom Room. Il tombe malade en 2001, juste avant une tournée en Europe, et meurt peu après, à l'âge de 83 ans.

## Discographie (non exhaustive)
| - 1959 - Folk Blues - 1959 - House Of The Blues - 1959 - The Country Blues of John Lee Hooker - 1960 - Blues Man - 1960 - I'm John Lee Hooker - 1960 - That's My Story - 1960 - Traveling' - 1961 - John Lee Hooker Sing The Blues - 1961 - Plays And Sings The Blues - 1961 - The Folk Lore of John Lee Hooker - 1962 - Burnin' - 1962 - Drifting the Blues - 1962 - The Blues - 1962 - Tupelo Blues - 1963 - Don't Turn Me from Your Door - 1964 - Burning Hell - 1964 - Great Blues Sounds - 1964 - I Want to Shout the Blues - 1964 - The Big Soul of John Lee Hooker - 1964 - The Great John Lee Hooker (Japan only) - 1965 - Hooker & The Hogs - 1966 - It Serves You Right to Suffer - 1966 - The Real Folk Blues - 1967 - Live at Cafè Au Go-Go - 1968 - Hooked on Blues - 1969 - Get Back Home (Black & Blue, 1999) - 1969 - If You Miss'Im I Got'Im - 1969 - Simply The Truth - 1969 - That's Where It's At! - 1969 - Get Back Home (First Issue) - 1970 - If You Miss 'Im… I Got 'Im - 1970 - John Lee Hooker on the Waterfront - 1970 - Moanin' and Stompin' Blues - 1971 - Endless Boogie - 1971 - Goin' Down Highway 51 - 1971 - Half A Stranger | - 1971 - Hooker 'n Heat - Enregistré avec Canned Heat, réédité sous le titre Infinite boogie - 1971 - I Feel Good - 1971 - Never Get Out Of These Blues Alive - Avec Van Morrison sur T.B. Sheets - 1972 - Detroit Special - 1972 - Live At Soledad Prison - 1973 - Born In Mississippi, Raised Up In Tennessee - Avec Van Morrison - 1974 - Free Beer And Chicken - 1974 - Mad Man Blues - 1976 - Alone - 1976 - In Person - 1977 - Black Snake - 1977 - Dusty Road - 1978 - The Cream - 1979 - Sad And Lonesome - 1980 - Everybody Rockin' - 1980 - Sittin' Here Thinkin' - 1981 - Hooker 'n Heat (Recorded Live at the Fox Venice Theatre) - 1987 - Jealous - 1988 - Trouble Blues - 1989 - Highway Of Blues - 1989 - John Lee Hooker's 40th Anniversary Album - 1989 - The Detroit Lion - 1989 - The Healer avec Carlos Santana, Bonnie Raitt, etc - 1991 - More Real Folk Blues: The Missing Album - 1991 - Mr. Lucky avec Ry Cooder, Johnnie Johnson, Keith Richards, Van Morrison, Johnny Winter, Carlos Santana, Albert Collins, etc. - 1992 - Boom Boom - 1992 - Urban Blues - 1994 - Original Folk Blues… Plus - 1995 - Alternative Boogie : Early Studio Recordings - 1948-1952 - 1995 - Chill Out - 1997 - Don't Look Back - 2017 - Whiskey & Wimmen |

## Hommages dans la culture populaire
- Sur l'album The Firstborn is Dead de Nick Cave and the Bad Seeds figure la chanson Tupelo, qui raconte sous une autre forme la même histoire que Tupelo Blues.
- John Lee Hooker est cité dans une chanson de Louis Bertignac : « J'avais la plus belle guitare du monde, la même Gibson que John Lee Hooker... ». Il fait allusion au modèle Gibson ES 335.
- Johnny Rivers lui a rendu un vibrant hommage en composant et enregistrant « live » en 1967 un fameux blues dansant de 15 minutes, intitulé John Lee Hooker-Live At The Whiskey A Go Go Los Angeles (CD EMI 828918 2) .
- John Lee Hooker est mis en scène, alors qu'il a 16 ans, dans le roman Billard Blues de Maxence Fermine. L'histoire est narrée à la première personne par Hooker lui-même qui raconte une scène d'affrontement entre le champion de billard Willy Hope et le chef de la mafia Al Capone dans un bar de Chicago en 1933. Maxence Fermine s'inspire de la vie de John Lee Hooker (à cette époque, Hooker avait fui son foyer pour se produire dans des bars), mais la scène n'a jamais existé.
- L'anime Cowboy Bebop rend hommage à John Lee Hooker en utilisant le titre de son album The Real Folk Blues en tant que nom du générique de la fin et des deux derniers épisodes de la série.
- Le manga Beck lui rend hommage au travers d'un personnage nommé John Lee Davis, musicien de blues ayant le même physique.
- Le titre Boom Boom apparaît dans le jeu vidéo Mafia II, ainsi que dans la publicité Volkswagen Utilitaires de 2012. Il constitue également le générique de la série NCIS : Nouvelle-Orléans et apparaît dans la série HPI.